# مدینه ارکان
مدینه ارکان (انگلیسی: Medine Erkan؛ زادهٔ ۱۰ سپتامبر ۱۹۹۵) بازیکن فوتبال اهل ترکیه است.
وی همچنین در تیم‌های ملی فوتبال Turkey women's national under-15 football team, Turkey women's national under-19 football team، و زنان ترکیه بازی کرده‌است.